# Drby
Drby (v anglickém originále Rumours) je devatenáctá epizoda druhé série amerického hudebního televizního seriálu Glee a v celkovém pořadí čtyřicátá první epizoda. Epizodu napsal jeden z tvůrců seriálu, Ryan Murphy, režíroval ji Tim Hunter a poprvé se vysílala dne 3. května 2011 na televizním kanálu Fox ve Spojených státech a obsahovala návrat hostující hvězdy Kristin Chenoweth. V této epizodě je sbor zmítán pomluvami, které ohrožují přátelství a vztahy a tak jim vedoucí sboru Will Schuester (Matthew Morrison) dá za úkol předvést písně z alba Rumours (Drby) od skupiny Fleetwood Mac. Epizoda je poctou pro toto album a všechny epizodě přezpívané do epizody jsou z tohoto alba. To vyvolalo velký zájem o album: týden po odvysílání epizody album znovu vstoupilo do žebříčku Billboard 200 a v Austrálii se v hitparádách album objevilo dva dny po odvysílání epizody.
Epizoda většinou získala smíšené až kladné ohlasy, byť ty kladné byly s výhradami. Kritička Amy Reiter z Los Angeles Times napsala, že "epizoda měla své momenty, které dělají milované Glee zábavným", ale nazvala zápetku se Sue Sylvester "unavující". Mnoho kritiků bylo ohromeno tím, jak dobře byla hudba přenesena z alba do epizody. Erica Futterman z magazínu Rolling Stone napsala, že "písně z alba Rumours sedí dramatům v New Directions organickým způsobem". Segmenty "Fondue for Two" (Fondue pro dva) byly kritiky oblíbené a byly vyvinuty z nápadu jednoho z fanoušků seriálu.
Hudební vystoupení většinou přitáhly chválu, zvláště "Never Going Back Again" a "Go Your Own Way". Pět ze šesti coverů z alba Rumours se umístily v žebříčku Billboard Hot 100 a čtyři z nich se objevily na následujícím soundtrackovém albu Glee: The Music, Volume 6. V původním vysílání epizodu sledovalo 8,85 milionů amerických diváků a získala 3,7/11 Nielsenova ratingu/podílu na trhu ve věkovém okruhu od 18 do 45 let. Celková sledovanost a ratingy pro tuto epizodu lehce vzrostly oproti předchozí epizodě Takoví jsme se narodili.

## Děj epizody
Trenérka roztleskávaček Sue Sylvester (Jane Lynch) opět přivádí k životu studentské noviny The Muckraker. Chce zveřejnit pomluvy ohledně členů školního sboru, aby způsobila konflikty mezi jednotlivými členy a způsobila tak jeho zánik zevnitř. Brittanina (Heather Morris) nová internetová talk show—"Fondue for Two" (Fondue pro dva)—přináší novinám nové náměty na pomluvy, když se jí téměř podaří přesvědčit Santanu (Naya Rivera) k účasti. Santana nadává Brittany pro její špatně zvolená slova a Finn (Cory Monteith) se téměř popere se Samem (Chord Overstreet) kvůli další věci, která spojuje Sama a Finnovu přítelkyni Quinn (Dianna Agron). Ačkoliv Sam i Quinn popírají, že by spolu chodili, Finn si to plánuje s Rachelinou pomocí ověřit. Tajně sledují okolí zchátralého motelu, kde místo toho najdou Sama a Kurta (Chris Colfer) jak opouštějí pokoj a poté jde zase Sam zpět dovnitř.

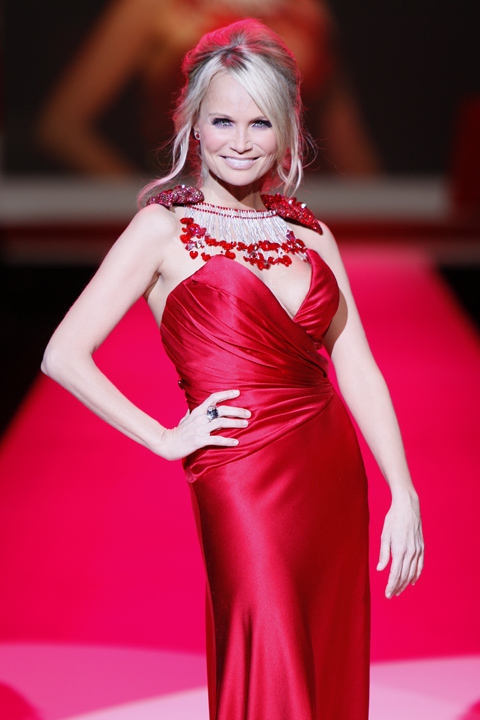
Kristin Chenoweth (na obrázku) se potřetí v seriálu objevuje jako April Rhodes

April Rhodes (Kristin Chenoweth) navštěvuje Willa, aby ho požádala o pomoc s jejím novým broadwayským projektem: one-woman show nazvanou CrossRhodes. Will ji řekne o aktuálním napětí ve sboru, což April přirovná ke skupině Fleetwood Mac, když vytvářeli své album Rumours. Will a April zpívají pro sbor skladbu "Dreams" a dá jim za úkol předvést píseň z alba a soustředit se na hudbu a text.
Artie Abrams (Kevin McHale) konfrontuje Brittany: naštve se, že Brittany nepozná, že ho podvádí se Santanou a nazve ji hloupou. Brittany odchází v slzách a on zpívá "Never Going Back Again". Santana se později otvírá Brittany ohledně jejích pravých citů, pomocí písně "Songbird". Souhlasí, že půjde do Brittaniny online talk show, aby se ji Brittany mohla zeptat na ples, ale nakonec na poslední chvíli vycouvá a nepřijde. Brittany později Santanu, která lže v rozhovoru pro The Muckraker, když říká, že je zamilovaná do Dava Karofskeho (Max Adler), jejího parťáka v hlasování pro krále a královnu plesu.
Většina z New Directions, kromě Kurta a Sama, se setkají u kávy a spekulují ohledně chybějícího páru. Quinn tvrdí, že by Kurt nikdy nepodvedl svého přítele Blaina (Darren Criss) a trvá na tom, že Sam není gay. Když si Finn a Rachel chtějí ověřit to, co viděli minulou noc, uvidí Quinn, která odchází ze stejného motelového pokoje a Sama, který ji před odchodem objímá.
Následující den jsou hlavním tématem novin, kteří byli spatřeni spolu při sledování. Quinn je z Finna rozzuřená, který je na ní také naštvaný za to, že se vídá se Samem. Konfrontují se navzájem a zpívají společně duet "I Don't Want to Know" jako úkol do sboru. Quinn mu poté dá ultimátum: pokud chce Finn, aby jejich vztah pokračoval, už nesmí zpívat duety s Rachel. Rachel má o tom jiné představy a později zpívá Finnovi "Go Your Own Way", který ji doprovodí na bicí. Následované obviňování skončí odhalením, že Sam byl v motelu, protože jeho rodiče jsou nezaměstnaní a jeho rodina tu teď žije, protože jejich dům byl exekučně zabaven. Kurt mu přinesl některé oblečení a Quinn mu pomáhala s hlídáním jeho mladšího bratra a sestry. Když sbor od Quinn zjistí, že Sam dal do zastavárny svou kytaru, koupí ji zpět pro něj a nabízejí jejich podporu. Sam přivádí své sourozence na zkoušku sboru a všichni zpívají "Don't Stop".

## Seznam písní
- "Dreams"
- "Never Going Back Again"
- "Songbird"
- "The Chain"
- "I Don't Want to Know"
- "Nice to Meet You, Have I Slept with You?"
- "Go Your Own Way"
- "Don't Stop"

## Hrají
| Dianna Agron     | Quinn Fabray          |
| Chris Colfer     | Kurt Hummel           |
| Jane Lynch       | Sue Sylvester         |
| Jayma Mays       | Emma Pillsburry       |
| Kevin McHale     | Artie Abrams          |
| Lea Michele      | Rachel Berry          |
| Cory Monteith    | Finn Hudson           |
| Heather Morris   | Brittany Pierce       |
| Matthew Morrison | William Schuester     |
| Mike O'Malley    | Burt Hummel           |
| Amber Riley      | Mercedes Jones        |
| Naya Rivera      | Santana Lopez         |
| Mark Salling     | Noah „Puck“ Puckerman |
| Jenna Ushkowitz  | Tina Cohen-Chang      |